# George Mamalassery
George Mamalassery (Kalathoor, 22 de abril de 1932 – Tura, 5 de julho de 2024) foi um bispo de Tura.
George Mamalassery foi ordenado sacerdote em 23 de abril de 1960.
João Paulo II o nomeou bispo de Tura em 12 de janeiro de 1979. O arcebispo de Shillong-Gauhati, Hubert D'Rosario SDB, o consagrou bispo em 19 de março do mesmo ano; Os co-consagradores foram Orestes Marengo SDB, Administrador Apostólico de Tura, e Joseph Mittathany, Bispo de Tezpur.
Em 21 de abril de 2007, o Papa Bento XVI aceitou seu pedido de demissão por idade.

## Morte
George morreu no dia 5 de julho de 2024, aos 92 anos, vítima de insuficiência respiratória.